# Cathédrale de la Nativité-de-la-Vierge-Marie de Sandomierz
Pour les articles homonymes, voir Cathédrale de la Nativité de la Vierge Marie.
La cathédrale de Sandomierz ou basilique-cathédrale de la Nativité-de-la-Vierge-Marie (en polonais : Bazylika Katedralna Narodzenia Najwietsej Marii Panny), située à Sandomierz, est une cathédrale gothique construite en 1360, rénovée au cours du XVIIIe siècle dans le style baroque. Elle a reçu le titre de cathédrale du diocèse de Sandomierz en 1818, et de basilique mineure en 1960, accordé par le pape Jean XXIII.

## Histoire
L'église romane d'origine a été construite au-dessus de la Vistule et mentionnée pour la première fois en 1148. En 1191, Casimir II l'a désignée comme église collégiale. Celle-ci fut détruite par les Tatars au XIIIe siècle et définitivement par les Lituaniens en 1349. En 1360, le roi Casimir III le Grand a fait don d'une nouvelle collégiale gothique ; le chœur pourrait être plus ancien. La consécration de l'église eut lieu en 1382. Lors de la première guerre du Nord en 1656 sous Charles X Gustave, la charpente de l'église prit feu. De 1670 à 1674, l'église reçut une façade baroque et fut également réaménagée à l'intérieur dans le style baroque et rococo au cours du XVIIIe siècle. Avec la création du diocèse de Sandomierz en 1818, elle fut élevée au rang de cathédrale.

## Architecture
L'église-halle du gothique de brique possède trois nefs, dont les plus extérieures sont plus étroites. L'église est couverte de voûtes sur croisées d'ogives, une flèche s'élève au-dessus, le clocher est isolé devant l'entrée. Le chœur allongé se termine par une abside à trois côtés. Ses murs ont conservé des peintures murales en polychromie russo-byzantine datant de la première moitié du XVe siècle. Les fresques ont été dégagées et restaurées entre 1932 et 1934. Les autels et les portails de la cathédrale ont été réalisés en marbre noir et contrastés par du marbre rose, ils proviennent des ateliers de pierre de Czerna près de Cracovie. Les autels rococo du maître Maciej Polejowski, datant de la deuxième moitié du XVIIIe et placés sur les piliers intérieurs, sont importants.

## Galerie

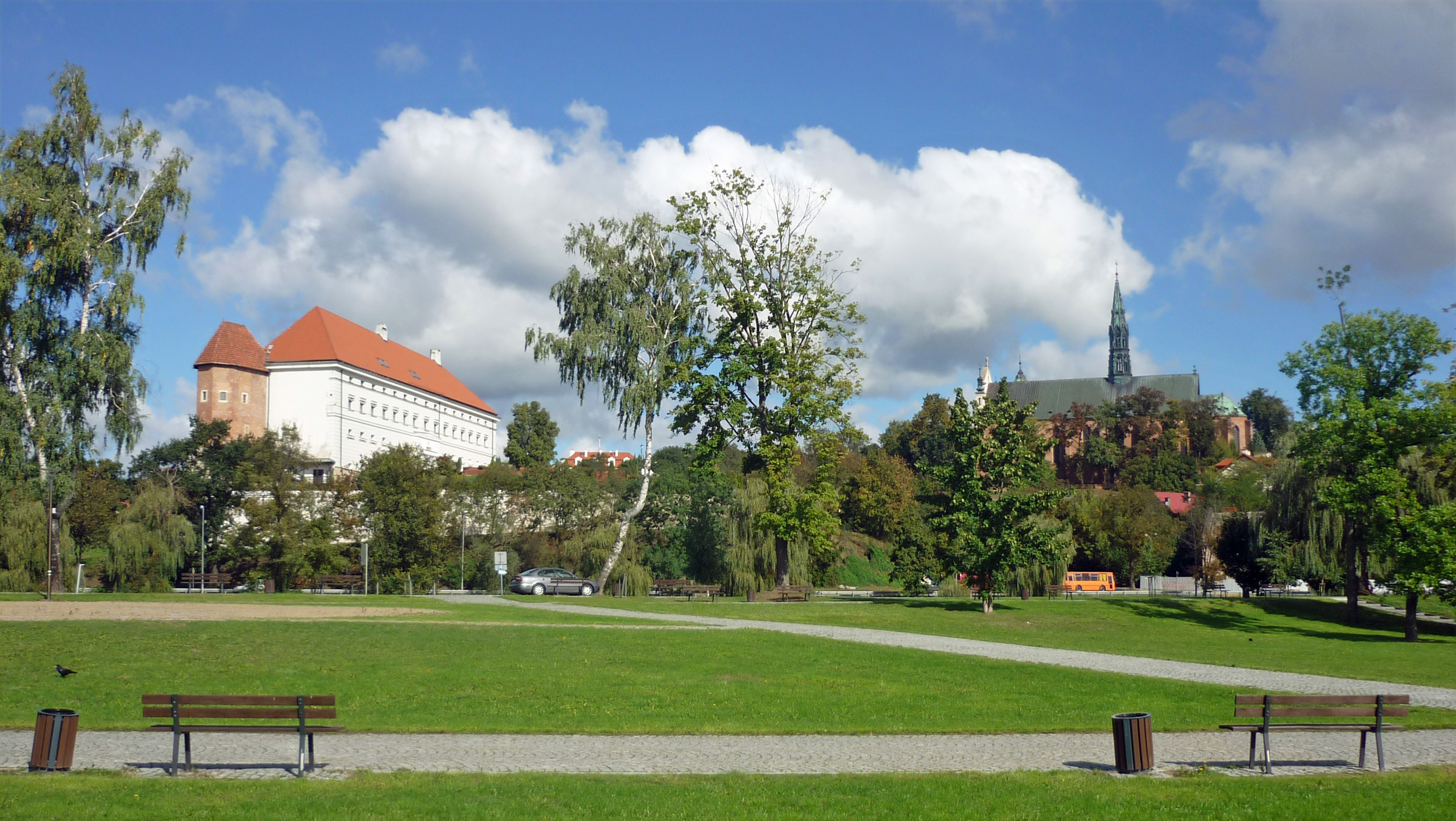
Le château et la cathédrale de Sandomierz.
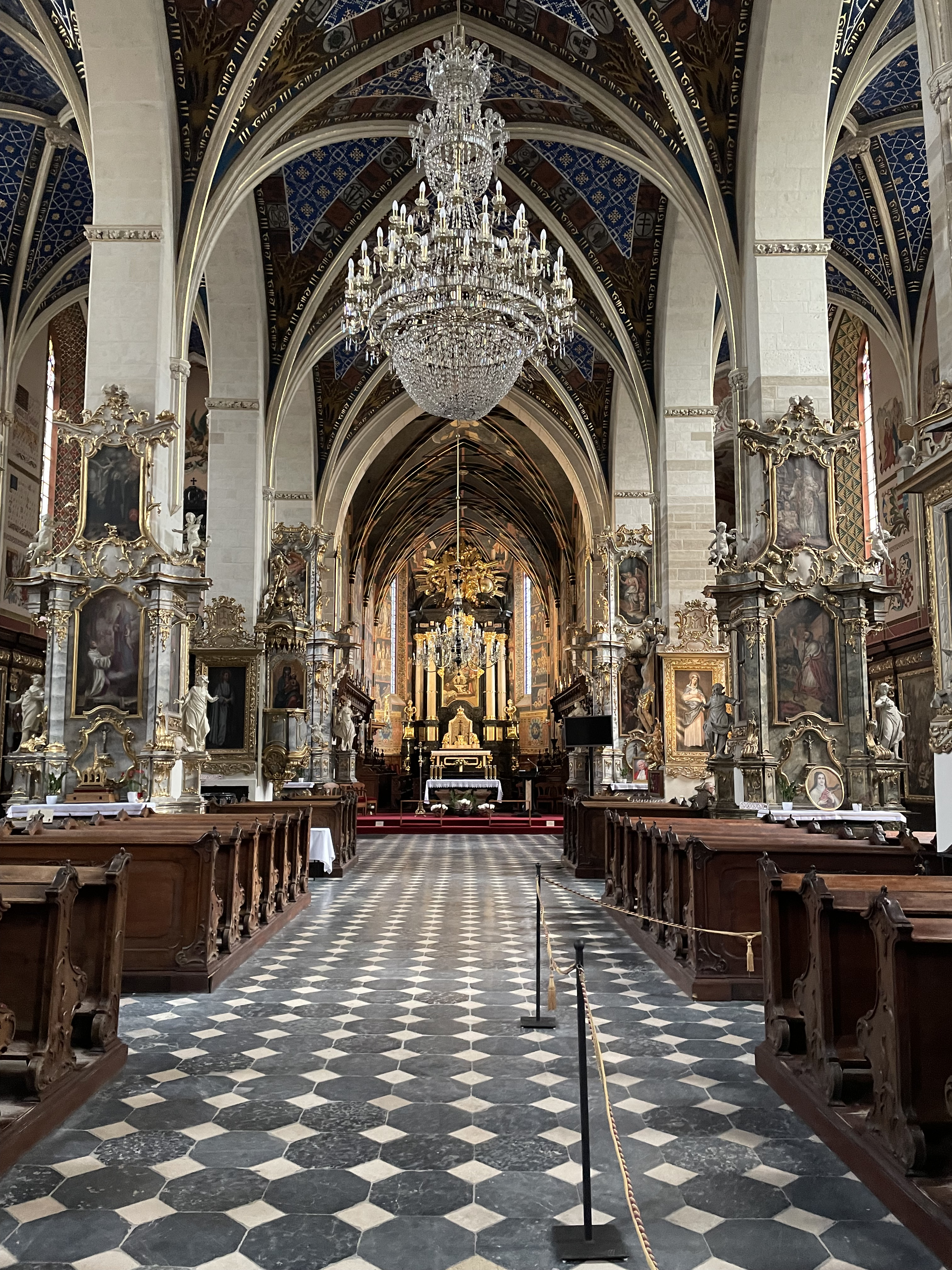
La nef centrale.
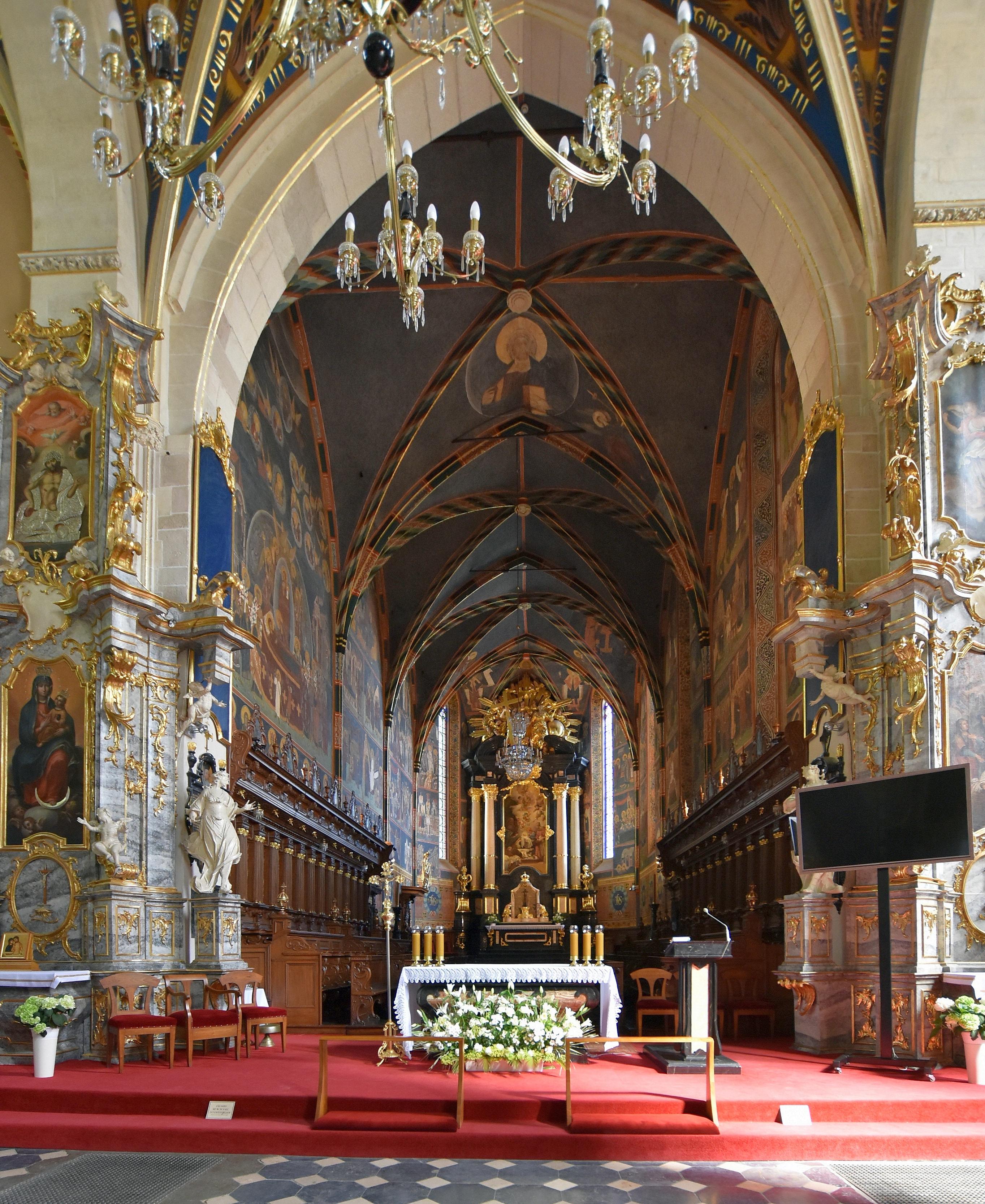
Le maître-autel
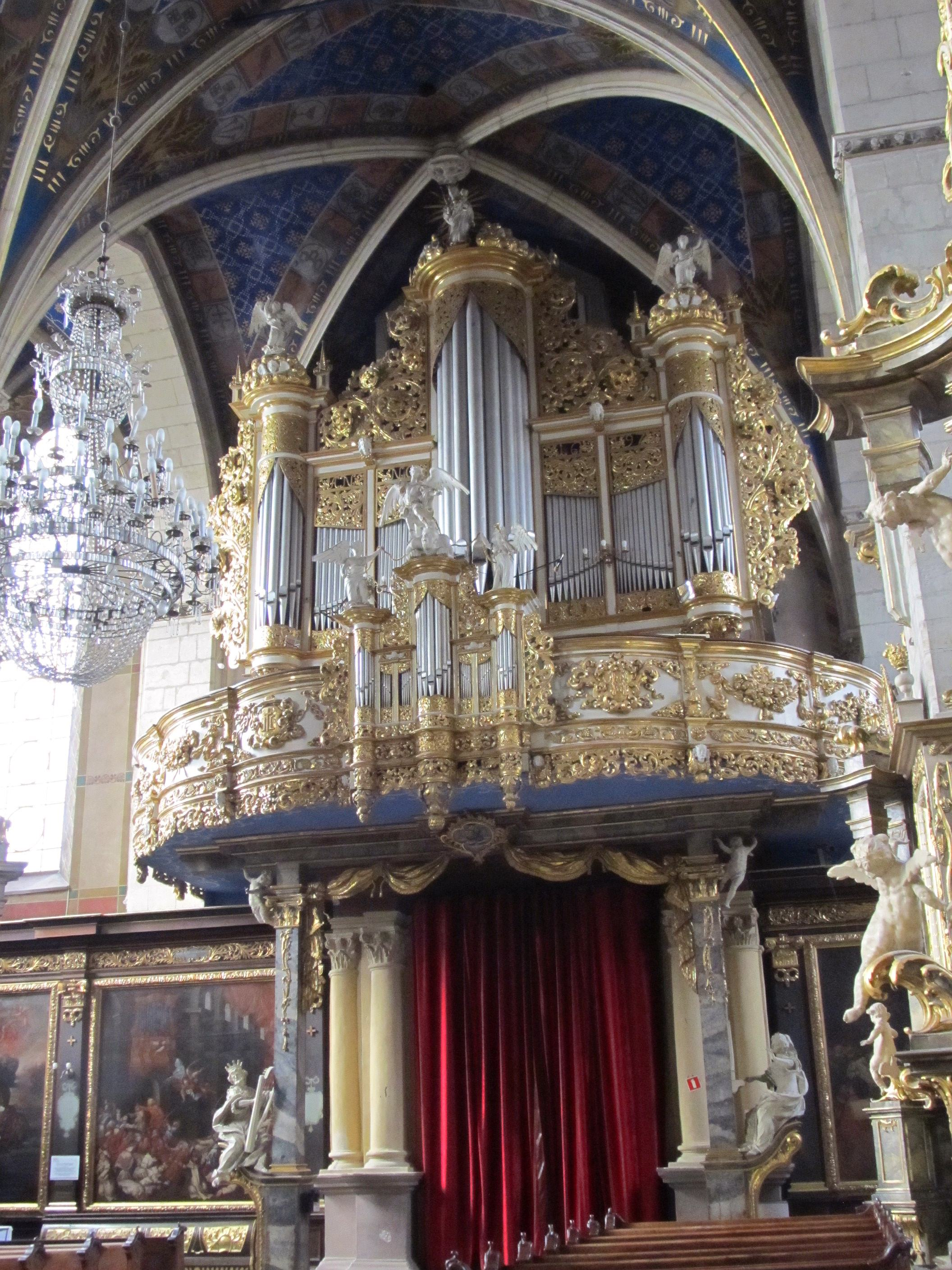
L'orgue de tribune.
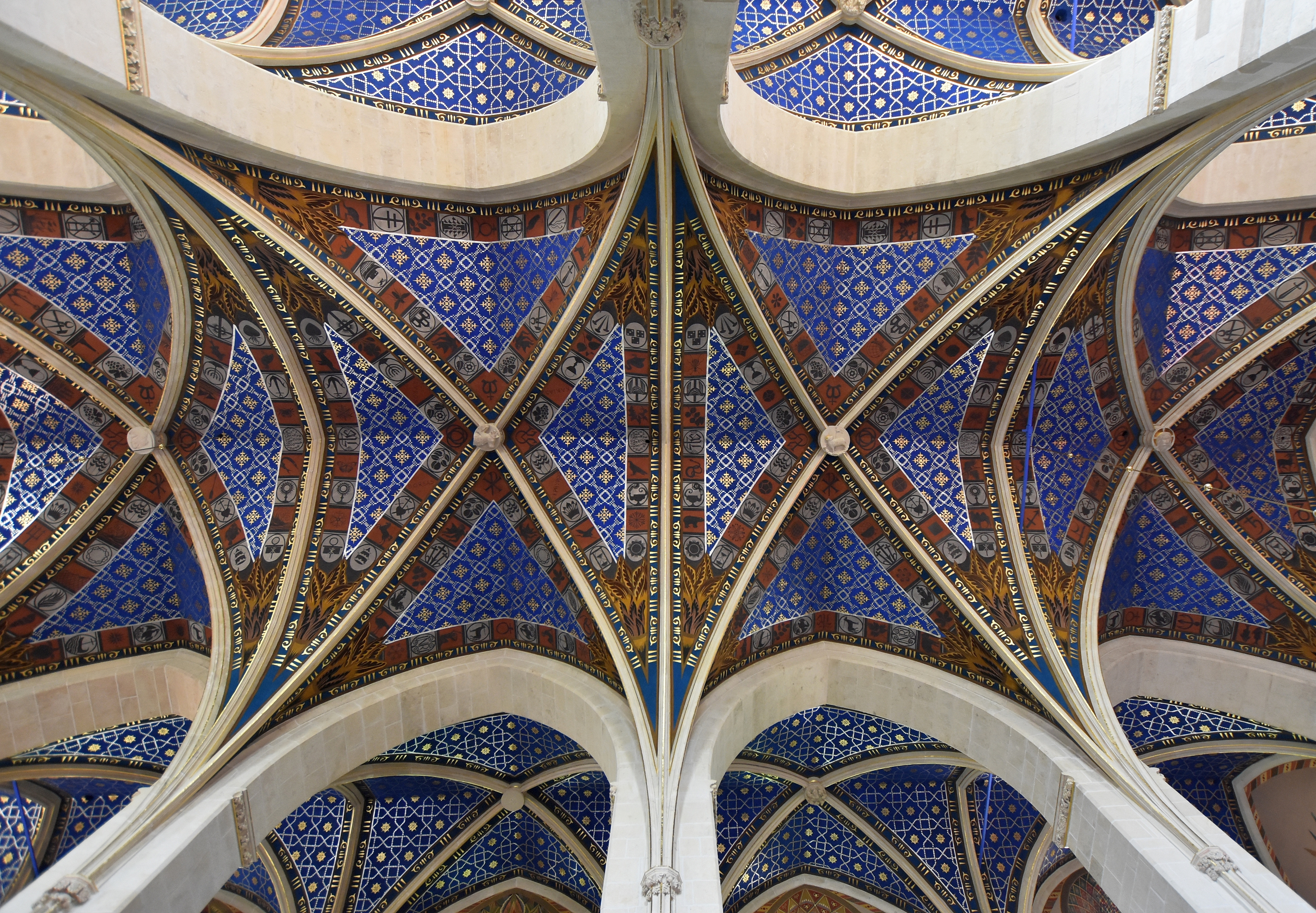
Le plafond de la nef.
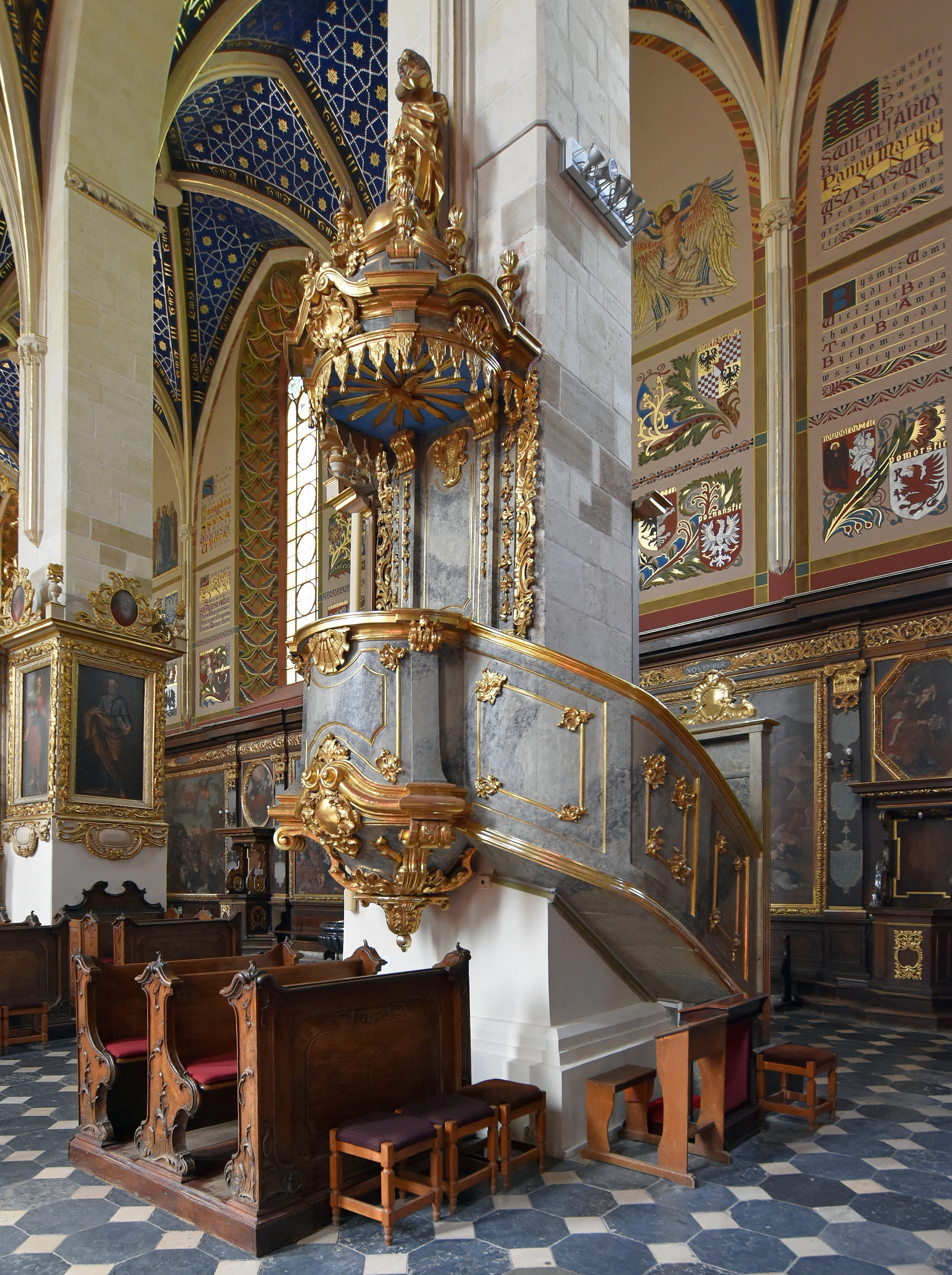
La chaire

## Source
- (de) Cet article est partiellement ou en totalité issu de l’article de Wikipédia en allemand intitulé « Kathedrale von Sandomierz » (voir la liste des auteurs).

### Article lié
- Liste des cathédrales de Pologne